# Dali (köping i Kina, Guangxi, lat 22,73, long 110,16)
Dali (kinesiska: 大里, 大里镇) är en köping i Kina. Den ligger i den autonoma regionen Guangxi, i den södra delen av landet, omkring 190 kilometer öster om regionhuvudstaden Nanning. Antalet invånare är 42101. Befolkningen består av 19 954 kvinnor och 22 147 män. Barn under 15 år utgör 24,0 %, vuxna 15-64 år 65 %, och äldre över 65 år 9,0 %.
Genomsnittlig årsnederbörd är 2 399 millimeter. Den regnigaste månaden är maj, med i genomsnitt 397 mm nederbörd, och den torraste är oktober, med 40 mm nederbörd.